# Hebefilia

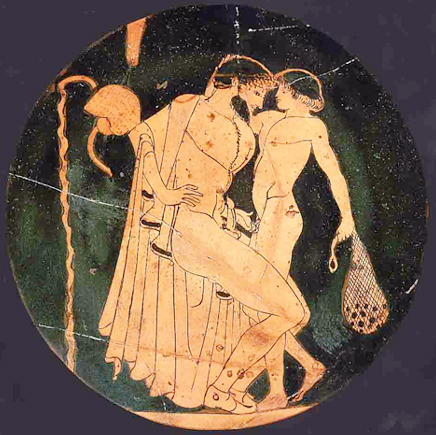
Arte grega retratando a relação de um homem adulto com um adolescente.

Hebefilia é o forte e persistente interesse sexual de um adulto em indivíduos púberes ou recém-púberes (pré-adolescentes), tipicamente entre 11 e 14 anos (veja a Escala de Tanner). Distingue-se da efebofilia, que é o forte e persistente interesse sexual por adolescentes aproximadamente entre 15 e 19 anos de idade, e da pedofilia, que é a atração primária ou exclusiva por crianças pré-púberes. Considerando que indivíduos que tenham sua preferência sexual por adultos possam demonstrar naturalmente interesse sexual em quaisquer indivíduos púberes, pesquisadores e diagnósticos clínicos propõem que a Hebefilia seja caracterizada pela preferência pelos indivíduos púberes e recém-púberes aos indivíduos adultos.
A faixa etária de atração de hebéfilos é apenas aproximada pois o começo e fim da puberdade podem variar muito. Parcialmente por causa disso, algumas definições das cronofilias (preferências sexuais baseadas em uma aparência física especifica relacionada à idade do objeto de atração) mostram sobreposições entre pedofilia, hebefilia e efebofilia; por exemplo, o DSM-5 estende a idade de pré-púberes até 13, o CID-10 inclui recém-púberes em sua definição de pedofilia, e algumas definições de efebofilia incluem adolescentes de até 14 anos como estando no fim da puberdade. Em média, meninas começam o processo de puberdade aos 10 ou 11 anos; meninos aos 11 ou 12 anos, e argumenta-se que separar a atração sexual por crianças pré-púberes da atração sexual por indivíduos recém-púberes e no fim da puberdade é clinicamente relevante.

## Etimologia
O termo hebefilia é baseado na deusa grega e protetora da juventude Hebe, mas, na Grécia Antiga, hebe também era usado para se referir a idade antes de se chegar à idade viril em Atenas (dependendo da referência, a idade especifica pode ser 14, 16 ou 18 anos). O sufixo -filia significa amor ou forte amizade, também em grego.
O termo hebefilia foi usado pela primeira vez em 1955, em um trabalho forense por Hammer e Glueck. O antropólogo e etnopsiquiatra Paul K. Benedict usou o termo para distinguir pedófilos de abusadores os quais as vítimas eram adolescentes.

## Prevalência
A prevalência da hebefilia dentro da população geral é desconhecida. Existem evidências que sugerem que em pesquisas clínicas e jurídicas, assim como pesquisas anônimas sobre o interesse sexual de indivíduos em crianças, existem mais indivíduos com interesse erótico em crianças púberes do que em crianças pré-púberes.